# Championnat de Hongrie masculin de handball 2013-2014
Navigation
Nemzeti Bajnokság I 2012-2013 Nemzeti Bajnokság I 2014-2015
Le Championnat de Hongrie masculin de handball 2013-2014 est la 63e édition de la plus haute compétition de handball masculin en Hongrie.
Treize équipes ont participé à la compétition cette saison, les dix premiers de l'édition précédente, les deux promus de NB I/B ainsi que l'équipe de Hongrie junior, uniquement présente en saison régulière. À la suite des play-offs, le vainqueur de la finale est désigné champion de Hongrie et obtient un ticket direct pour la phase de groupes de la Ligue des champions. Son dauphin décroche une place en Coupe de l'EHF (C2) mais a la possibilité de demander une Wild-Card pour la C1. Le troisième peut également participer à la deuxième compétition européenne.
Cette saison, le Veszprém KSE a de nouveau conservé son titre de champion en remportant son 22e sacre face à son rival, le SC Pick Szeged en finale. De son côté, Balatonfüredi KSE a décroché la troisième place contre Csurgói KK, médaillé de bronze la saison dernière.

## Participants
Légende des couleurs
- Phase de groupes de la Ligue des Champions 2013-2014
- Tournoi de Wild Card de la Ligue des Champions 2013-2014 (reversé en Coupe EHF)
- Qualifié pour la Coupe de l'EHF 2013-2014
- Promu de NB I/B 2012-2013

| Club                     | Classement 2012-2013 | Entraîneur                   | Salle                                         | Capacité |
| ------------------------ | -------------------- | ---------------------------- | --------------------------------------------- | -------- |
| Veszprém KSE             | 1er                  | Antonio Carlos Ortega        | Veszprém Aréna                                | 5096     |
| SC Pick Szeged           | 2e                   | Juan Carlos Pastor           | Újszegedi Városi Sportcsarnok                 | 3200     |
| Csurgói KK               | 3e                   | Vilmos Imre                  | Sótonyi László Sportcsarnok                   | 800      |
| Tatabánya KC             | 4e                   | Viktor Debre                 | Földi Imre Sporcsarnok                        | 1000     |
| PLER Budapest            | 5e                   | Gyula Zsiga István Hutvágner | Pestszentimrei Sportkastély                   | 1000     |
| B.Braun Gyöngyös         | 6e                   | István Gulyás                | Városi Sportcsarnok                           | 1500     |
| Balatonfüredi KSE        | 7e                   | László Sótonyi               | Centre de conférence et de loisirs du Balaton | 712      |
| Váci KSE                 | 8e                   | István Rosta                 | Városi Sportcsarnok                           | 800      |
| Orosházi FKSE            | 9e                   | Vladan Jordović              | Városi Sportcsarnok                           | 600      |
| Ceglédi KKSE             | 10e                  | Kökény István                | Városi Sportcsarnok                           | 1200     |
| Győri ETO FKC            | Promu de NB I/B      | Magí Serra Miklós Rosta      | Győri Egyetemi Csarnok                        | 3036     |
| Mezőkövesdi KC           | Promu de NB I/B      | György Avar László Skaliczky | Városi Sportcsarnok                           | 1000     |
| Équipe de Hongrie junior |                      | István Csoknyai              | Urányi János Központ                          | 800      |

| \| Budapest Veszprém Tatabánya Balatonfüred Győr Csurgó Cegléd Vác Gyöngyös Mezőkövesd Orosháza Szeged \| Localisation des clubs engagés dans le championnat. |
| Budapest Veszprém Tatabánya Balatonfüred Győr Csurgó Cegléd Vác Gyöngyös Mezőkövesd Orosháza Szeged                                                           |

## Format
- Saison régulière : championnat de 13 équipes (24 journées aller-retour)
- Play-offs : les 6 meilleures équipes de la saison régulière
  - Quarts de finale : 2 duels aller-retour (3e contre 4e, 5e contre 6e)
  - Demi-finales : les 2 premiers de la saison régulière et les 2 qualifiés des quarts de finale
  - Match de classement : finale, petite finale, duel pour la 5e place
- Play-downs : les 6 moins bonnes équipes de la saison régulière (7e–12e place)
  - mini-championnat de 6 équipes (10 journées aller-retour)

## Saison régulière

### Classement
|    | Équipe                    | Pts | J  | G  | N | P  | Bp  | Bc  | Diff |
| -- | ------------------------- | --- | -- | -- | - | -- | --- | --- | ---- |
| 1  | Veszprém KSE (T) (C)      | 46  | 24 | 23 | 0 | 1  | 845 | 543 | 302  |
| 2  | Pick Szeged               | 46  | 24 | 23 | 0 | 1  | 757 | 533 | 224  |
| 3  | Csurgói KK                | 37  | 24 | 17 | 3 | 4  | 698 | 601 | 97   |
| 4  | Balatonfüredi KSE         | 31  | 24 | 14 | 3 | 7  | 653 | 595 | 58   |
| 5  | B.Braun Gyöngyös          | 31  | 24 | 13 | 5 | 6  | 651 | 648 | 3    |
| 6  | Tatabánya KC              | 30  | 24 | 13 | 4 | 7  | 608 | 572 | 36   |
| 7  | Orosházi FKSE             | 17  | 24 | 6  | 5 | 16 | 576 | 652 | -76  |
| 8  | Ceglédi KKSE              | 16  | 24 | 8  | 0 | 16 | 590 | 995 | -405 |
| 9  | Váci KSE                  | 15  | 24 | 7  | 1 | 16 | 564 | 619 | -55  |
| 10 | Équipe de Hongrie junior* | 14  | 24 | 6  | 2 | 16 | 594 | 698 | -104 |
| 11 | Mezőkövesdi KC (P)        | 11  | 24 | 5  | 1 | 18 | 566 | 726 | -160 |
| 12 | Győri ETO FKC (P)         | 11  | 24 | 3  | 1 | 18 | 570 | 674 | -104 |
| 13 | PLER Budapest             | 7   | 24 | 3  | 1 | 20 | 598 | 714 | -116 |

|     | Qualification pour les demi-finales     |
|     | Qualification pour les quarts de finale |
|     | Play-downs                              |
| (T) | Tenant du titre                         |
| (P) | Promu de deuxième division              |
| (C) | Vainqueur de la Coupe de Hongrie 2014   |

### Résultats
mis à jour le 25 mai 2014
| Résultats (dom.\ext.)                                      | BAL   | CEG   | CSU   | GYÖ   | ETO   | JUN   | MEZ   | ORO   | PLE   | SZE   | TAT   | VES   | VÁC   |
| Balatonfüredi KSE                                          |       | 32-24 | 26-31 | 31-31 | 26-16 | 33-18 | 39-18 | 30-25 | 28-23 | 20-28 | 32-26 | 25-39 | 30-20 |
| Ceglédi KKSE                                               | 20-21 |       | 28-38 | 26-28 | 33-30 | 28-23 | 28-21 | 28-21 | 30-23 | 18-43 | 18-23 | 25-40 | 27-25 |
| Csurgói KK                                                 | 29-24 | 36-26 |       | 26-18 | 27-23 | 31-25 | 35-27 | 34-18 | 36-18 | 27-28 | 26-26 | 26-31 | 24-22 |
| B.Braun Gyöngyös                                           | 22-22 | 33-26 | 26-26 |       | 25-24 | 29-26 | 33-24 | 28-25 | 29-28 | 27-35 | 26-25 | 20-30 | 29-29 |
| Győri ETO FKC                                              | 27-25 | 20-28 | 24-35 | 23-29 |       | 29-29 | 25-26 | 22-24 | 25-22 | 19-34 | 19-31 | 26-33 | 25-23 |
| Équipe de Hongrie junior                                   | 25-29 | 27-25 | 24-36 | 23-24 | 19-25 |       | 28-25 | 27-27 | 29-24 | 23-29 | 19-27 | 21-34 | 26-25 |
| Mezőkövesdi KC                                             | 19-28 | 25-27 | 25-27 | 23-34 | 25-24 | 32-38 |       | 22-22 | 28-24 | 25-34 | 19-28 | 23-36 | 22-18 |
| Orosházi FKSE                                              | 18-23 | 24-20 | 24-25 | 25-25 | 20-21 | 30-26 | 35-24 |       | 29-29 | 21-29 | 21-21 | 24-34 | 26-25 |
| PLER Budapest                                              | 23-29 | 30-23 | 20-28 | 21-22 | 28-24 | 29-32 | 28-30 | 32-28 |       | 26-37 | 27-30 | 23-33 | 26-27 |
| Pick Szeged                                                | 35-25 | 34-22 | 32-20 | 36-30 | 35-25 | 30-16 | 28-20 | 33-20 | 41-20 |       | 26-16 | 23-22 | 29-20 |
| Tatabánya KC                                               | 22-22 | 29-22 | 27-27 | 28-31 | 23-22 | 28-24 | 34-19 | 32-27 | 28-26 | 23-28 |       | 21-27 | 18-14 |
| Veszprém KSE                                               | 34-23 | 43-16 | 39-23 | 43-30 | 42-26 | 39-21 | 41-20 | 42-20 | 41-28 | 25-22 | 29-20 |       | 34-17 |
| Váci KSE                                                   | 22-30 | 26-22 | 20-25 | 23-22 | 35-26 | 30-25 | 32-24 | 20-22 | 27-20 | 23-31 | 21-22 | 20-34 |       |
| - Victoire à domicile - Match nul - Victoire à l'extérieur |       |       |       |       |       |       |       |       |       |       |       |       |       |

### Statistiques
| Rang | Joueur           | Équipe            | Buts | Matchs |
| ---- | ---------------- | ----------------- | ---- | ------ |
| 1    | Jonas Larholm    | Pick Szeged       | 133  | 24     |
| 2    | Balázs Bíró      | Ceglédi KKSE      | 130  | 24     |
| 3    | Gergely Harsányi | Tatabánya KC      | 129  | 24     |
| 4    | Balázs Szöllősi  | Balatonfüredi KSE | 113  | 24     |
| 5    | Barys Pukhouski  | Csurgói KK        | 103  | 24     |
| 6    | Tamás Frey       | B.Braun Gyöngyös  | 100  | 22     |
| 7    | Levente Halász   | Győri ETO FKC     | 100  | 24     |
| 8    | Dániel Buday     | Orosházi FKSE     | 95   | 21     |
| 9    | Filipe Mota      | Győri ETO FKC     | 94   | 24     |
| 10   | Ivan Perišić     | Ceglédi KKSE      | 94   | 24     |

## Play-downs
Les équipes classées de la 7e à la dernière place de la saison régulière jouent les play-downs dans un système de matchs aller-retour. À la fin de cette phase, les deux derniers sont relégués en deuxième division (NB I/B).

### Tableau
|    | Équipe         | Pts | J  | G  | N | P  | Bp  | Bc  | Diff |
| -- | -------------- | --- | -- | -- | - | -- | --- | --- | ---- |
| 7  | Orosházi FKSE  | 27  | 20 | 12 | 3 | 5  | 526 | 496 | 30   |
| 8  | PLER Budapest  | 22  | 20 | 10 | 2 | 8  | 544 | 543 | 1    |
| 9  | Ceglédi KKSE   | 21  | 20 | 10 | 1 | 9  | 544 | 542 | 2    |
| 10 | Mezőkövesdi KC | 21  | 20 | 9  | 3 | 8  | 508 | 528 | -20  |
| 11 | Váci KSE       | 18  | 20 | 8  | 2 | 10 | 507 | 485 | 22   |
| 12 | Győri ETO FKC  | 11  | 20 | 5  | 1 | 14 | 526 | 561 | -35  |

### Matchs
| Résultats (dom.\ext.)                                      | ORO   | CEG   | VÁC   | MEZ   | ETO   | PLER  |
| Orosházi FKSE                                              |       | 23-22 | 24-27 | 26-23 | 36-27 | 28-26 |
| Ceglédi KKSE                                               | 30-36 |       | 26-24 | 28-27 | 25-25 | 31-33 |
| Váci KSE                                                   | 22-25 | 25-26 |       | 24-24 | 31-25 | 26-28 |
| Mezőkövesdi KC                                             | 28-26 | 27-22 | 20-20 |       | 38-36 | 27-24 |
| Győri ETO FKC                                              | 23-26 | 41-34 | 25-29 | 28-21 |       | 28-30 |
| PLER Budapest                                              | 25-25 | 36-34 | 22-21 | 31-26 | 27-26 |       |
| - Victoire à domicile - Match nul - Victoire à l'extérieur |       |       |       |       |       |       |

## Play-offs
Les deux premières équipes de la saison régulière, en l'occurrence le Veszprém KSE et le Pick Szeged, sont exempts de play-offs et rejoignent directement les demi-finales. Les quatre clubs suivants s'affrontent entre eux en trois manches maximum pour déterminer les deux autres demi-finalistes. Les deux perdants de ces play-offs jouent le duel pour la 5e place.

### Quarts de finale

#### Tableau
| Équipe 1          | Équipe 2         | Match 1 | Match 2 | Match 3 |
| ----------------- | ---------------- | ------- | ------- | ------- |
| Csurgói KK        | Tatabánya KC     | 35–26   | 23–25   | 29–28   |
| Balatonfüredi KSE | B.Braun Gyöngyös | 27–21   | 26–28   | 29–25   |

#### Matchs
| 22 mars 2014 12:50 | Balatonfüredi KSE | 27–21  | B.Braun Gyöngyös      | Centre de conférence et de loisirs du Balaton, Balatonfüred Affluence : 600 Arbitrage : Andorka, Hucker |
| 22 mars 2014 12:50 | Zdolik, Bóka 5    | (11-8) | Frey, Hajdu, Koller 5 | Centre de conférence et de loisirs du Balaton, Balatonfüred Affluence : 600 Arbitrage : Andorka, Hucker |
| 22 mars 2014 12:50 | Rapport           |        |                       | Centre de conférence et de loisirs du Balaton, Balatonfüred Affluence : 600 Arbitrage : Andorka, Hucker |

| 26 mars 2014 18:00 | Csurgói KK               | 35–26   | Tatabánya KC | Sótonyi László Sportcsarnok, Csurgó Affluence : 700 Arbitrage : Kékes, Kékes |
| 26 mars 2014 18:00 | Gazdag, Grebenár, Lele 6 | (18-12) | Harsányi 7   | Sótonyi László Sportcsarnok, Csurgó Affluence : 700 Arbitrage : Kékes, Kékes |
| 26 mars 2014 18:00 | Rapport                  |         |              | Sótonyi László Sportcsarnok, Csurgó Affluence : 700 Arbitrage : Kékes, Kékes |

| 26 mars 2014 18:00 | B.Braun Gyöngyös | 28–26   | Balatonfüredi KSE | Városi Sportcsarnok, Gyöngyös Affluence : 700 Arbitrage : Bacs, Bán |
| 26 mars 2014 18:00 | Sándor 6         | (14-14) | Faluvégi 6        | Városi Sportcsarnok, Gyöngyös Affluence : 700 Arbitrage : Bacs, Bán |
| 26 mars 2014 18:00 | Rapport          |         |                   | Városi Sportcsarnok, Gyöngyös Affluence : 700 Arbitrage : Bacs, Bán |

| 29 mars 2014 18:00 | Balatonfüredi KSE          | 29–25   | B.Braun Gyöngyös | Centre de conférence et de loisirs du Balaton, Balatonfüred Affluence : 700 Arbitrage : Dobrovits, Tájok |
| 29 mars 2014 18:00 | Grigorev, Tombor, Zdolik 6 | (16-12) | Frey 8           | Centre de conférence et de loisirs du Balaton, Balatonfüred Affluence : 700 Arbitrage : Dobrovits, Tájok |
| 29 mars 2014 18:00 | Rapport                    |         |                  | Centre de conférence et de loisirs du Balaton, Balatonfüred Affluence : 700 Arbitrage : Dobrovits, Tájok |

| 9 avril 2014 18:00 | Tatabánya KC | 25–23   | Csurgói KK        | Földi Imre Sporcsarnok, Tatabánya Affluence : 900 Arbitrage : Horváth, Marton |
| 9 avril 2014 18:00 | Díaz 7       | (15-13) | Aguirrezabalaga 9 | Földi Imre Sporcsarnok, Tatabánya Affluence : 900 Arbitrage : Horváth, Marton |
| 9 avril 2014 18:00 | Rapport      |         |                   | Földi Imre Sporcsarnok, Tatabánya Affluence : 900 Arbitrage : Horváth, Marton |

| 16 avril 2014 18:00 | Csurgói KK | 29–28   | Tatabánya KC | Sótonyi László Sportcsarnok, Csurgó Affluence : 700 Arbitrage : Horváth, Marton |
| 16 avril 2014 18:00 | Gazdag 7   | (12-13) | Katzirz 8    | Sótonyi László Sportcsarnok, Csurgó Affluence : 700 Arbitrage : Horváth, Marton |
| 16 avril 2014 18:00 | Rapport    |         |              | Sótonyi László Sportcsarnok, Csurgó Affluence : 700 Arbitrage : Horváth, Marton |

### Matchs pour la5eplace
| 4 mai 2014 18:0 | Tatabánya KC | 36–26   | B.Braun Gyöngyös | Földi Imre Sportcsarnok, Tatabánya Affluence : 400 Arbitrage : Medve, Nagy |
| 4 mai 2014 18:0 | Törő 8       | (14-10) | Debreczeni 7     | Földi Imre Sportcsarnok, Tatabánya Affluence : 400 Arbitrage : Medve, Nagy |
| 4 mai 2014 18:0 | Rapport      |         |                  | Földi Imre Sportcsarnok, Tatabánya Affluence : 400 Arbitrage : Medve, Nagy |

| 10 mai 2014 18:00 | B.Braun Gyöngyös | 21–27   | Tatabánya KC | Városi Sportcsarnok, Gyöngyös Affluence : 500 Arbitrage : Tomecskó-Hunyadi, Unyatinszki |
| 10 mai 2014 18:00 | Varsandán 5      | (14-17) | Bodó 7       | Városi Sportcsarnok, Gyöngyös Affluence : 500 Arbitrage : Tomecskó-Hunyadi, Unyatinszki |
| 10 mai 2014 18:00 | Rapport          |         |              | Városi Sportcsarnok, Gyöngyös Affluence : 500 Arbitrage : Tomecskó-Hunyadi, Unyatinszki |

### Phase finale
|  | Demi-finales      | Demi-finales |               |   | Finale | Finale |
|  | Demi-finales      | Demi-finales |               |   | Finale | Finale |
|  |                   |              |               |   |        |        |
|  |                   |              |               |   |        |        |
|  |                   |              |               |   |        |        |
|  | Veszprém KSE      | 2            |               |   |        |        |
|  | Veszprém KSE      | 2            |               |   |        |        |
|  | Balatonfüredi KSE | 0            |               |   |        |        |
|  | Balatonfüredi KSE | 0            | Veszprém KSE  | 2 |        |        |
|  |                   |              | Veszprém KSE  | 2 |        |        |
|  |                   | Pick Szeged  | 0             |   |        |        |
|  | Pick Szeged       | Pick Szeged  | 0             | 2 |        |        |
|  | Pick Szeged       |              |               | 2 |        |        |
|  | Csurgói KK        | 0            |               |   |        |        |
|  | Csurgói KK        | 0            | Petite finale |   |        |        |
|  |                   |              |               |   |        |        |
|  |                   |              |               |   |        |        |
|  |                   |              |               |   |        |        |
|  | Balatonfüredi KSE | 2            |               |   |        |        |
|  | Balatonfüredi KSE | 2            |               |   |        |        |
|  | Csurgói KK        | 1            |               |   |        |        |
|  | Csurgói KK        | 1            |               |   |        |        |

#### Première demi-finale
| 8 avril 2014 18:00 | Veszprém KSE   | 38–26   | Balatonfüredi KSE | Veszprém Aréna, Veszprém Affluence : 2 000 Arbitrage : Heim, Jolántai |
| 8 avril 2014 18:00 | Ilić, Jamali 6 | (19-15) | Zdolik 7          | Veszprém Aréna, Veszprém Affluence : 2 000 Arbitrage : Heim, Jolántai |
| 8 avril 2014 18:00 | Rapport        |         |                   | Veszprém Aréna, Veszprém Affluence : 2 000 Arbitrage : Heim, Jolántai |

| 29 avril 2014 18:00 | Balatonfüredi KSE | 25–30   | Veszprém KSE | Centre de conférence et de loisirs du Balaton, Balatonfüred Affluence : 700 Arbitrage : Andorka, Hucker |
| 29 avril 2014 18:00 | Győri 6           | (11-14) | Vilovski 8   | Centre de conférence et de loisirs du Balaton, Balatonfüred Affluence : 700 Arbitrage : Andorka, Hucker |
| 29 avril 2014 18:00 | Rapport           |         |              | Centre de conférence et de loisirs du Balaton, Balatonfüred Affluence : 700 Arbitrage : Andorka, Hucker |

Le MKB-MVM Veszprém remporte la série 2–0.

#### Deuxième demi-finale
| 24 avril 2014 18:30 | Pick Szeged | 30–23  | Csurgói KK                | Újszegedi Városi Sportcsarnok, Szeged Affluence : 1 500 Arbitrage : Herczeg, Südi |
| 24 avril 2014 18:30 | Larholm 6   | (14-8) | Gazdag, Aguirrezabalaga 5 | Újszegedi Városi Sportcsarnok, Szeged Affluence : 1 500 Arbitrage : Herczeg, Südi |
| 24 avril 2014 18:30 | Rapport     |        |                           | Újszegedi Városi Sportcsarnok, Szeged Affluence : 1 500 Arbitrage : Herczeg, Südi |

| 30 avril 2014 20:00 | Csurgói KK | 22–28  | Pick Szeged | Sótonyi László Sportcsarnok, Csurgó Affluence : 650 Arbitrage : Kékes, Kékes |
| 30 avril 2014 20:00 | Lele 5     | (9-13) | Balogh 9    | Sótonyi László Sportcsarnok, Csurgó Affluence : 650 Arbitrage : Kékes, Kékes |
| 30 avril 2014 20:00 | Rapport    |        |             | Sótonyi László Sportcsarnok, Csurgó Affluence : 650 Arbitrage : Kékes, Kékes |

Le Pick Szeged remporte la série 2–0.

#### Petite finale
| 4 mai 2014 18:30 | Balatonfüredi KSE | 23–26  | Csurgói KK  | Centre de conférence et de loisirs du Balaton, Balatonfüred Affluence : 700 Arbitrage : Bacs, Bán |
| 4 mai 2014 18:30 | Szöllősi 7        | (9-14) | Pukhouski 7 | Centre de conférence et de loisirs du Balaton, Balatonfüred Affluence : 700 Arbitrage : Bacs, Bán |
| 4 mai 2014 18:30 | Rapport           |        |             | Centre de conférence et de loisirs du Balaton, Balatonfüred Affluence : 700 Arbitrage : Bacs, Bán |

| 10 mai 2014 18:00 | Csurgói KK | 31–38   | Balatonfüredi KSE | Sótonyi László Sportcsarnok, Csurgó Affluence : 600 Arbitrage : Hargitai, Markó |
| 10 mai 2014 18:00 | Gazdag 9   | (11-20) | Szöllősi 13       | Sótonyi László Sportcsarnok, Csurgó Affluence : 600 Arbitrage : Hargitai, Markó |
| 10 mai 2014 18:00 | Rapport    |         |                   | Sótonyi László Sportcsarnok, Csurgó Affluence : 600 Arbitrage : Hargitai, Markó |

| 14 mai 2014 18:00 | Csurgói KK  | 30–34   | Balatonfüredi KSE | Sótonyi László Sportcsarnok, Csurgó Affluence : 800 Arbitrage : Dobrovits, Tájok |
| 14 mai 2014 18:00 | Pukhouski 9 | (14-15) | Szöllősi 10       | Sótonyi László Sportcsarnok, Csurgó Affluence : 800 Arbitrage : Dobrovits, Tájok |
| 14 mai 2014 18:00 | Rapport     |         |                   | Sótonyi László Sportcsarnok, Csurgó Affluence : 800 Arbitrage : Dobrovits, Tájok |

Le Balatonfüredi KSE remporte la série 2–1.

#### Finale
| 7 mai 2014 20:00 | Veszprém KSE | 30–21  | Pick Szeged       | Veszprém Aréna, Veszprém Affluence : 4 300 Arbitrage : Kékes, Kékes |
| 7 mai 2014 20:00 | Ilić 7       | (15-9) | Balogh, Larholm 5 | Veszprém Aréna, Veszprém Affluence : 4 300 Arbitrage : Kékes, Kékes |
| 7 mai 2014 20:00 | Rapport      |        |                   | Veszprém Aréna, Veszprém Affluence : 4 300 Arbitrage : Kékes, Kékes |

| 11 mai 2014 19:15 | Pick Szeged    | 24–28   | Veszprém KSE | Újszegedi Városi Sportcsarnok, Szeged Affluence : 3 500 Arbitrage : Dobrovits, Tájok |
| 11 mai 2014 19:15 | Ancsin, Prce 5 | (13-13) | Nagy 7       | Újszegedi Városi Sportcsarnok, Szeged Affluence : 3 500 Arbitrage : Dobrovits, Tájok |
| 11 mai 2014 19:15 | Rapport        |         |              | Újszegedi Városi Sportcsarnok, Szeged Affluence : 3 500 Arbitrage : Dobrovits, Tájok |

Le MKB-MVM Veszprém remporte la série 2–0.

## Classement final
| #  | Équipe            | Observations                                         |
| -- | ----------------- | ---------------------------------------------------- |
| 1  | Veszprém KSE      | Phase de groupes de la Ligue des champions 2014-2015 |
| 2  | Pick Szeged       | Phase de groupes de la Ligue des champions 2014-2015 |
| 3  | Balatonfüredi KSE | 2e tour de la Coupe de l'EHF 2014-2015               |
| 4  | Csurgói KK        |                                                      |
| 5  | Tatabánya KC      | 1er tour de la Coupe de l'EHF 2014-2015              |
| 6  | B.Braun Gyöngyös  |                                                      |
| 7  | Orosházi FKSE     |                                                      |
| 8  | PLER Budapest     |                                                      |
| 9  | Ceglédi KKSE      |                                                      |
| 10 | Mezőkövesdi KC    |                                                      |
| 11 | Váci KSE          | Relégué en Nemzeti Bajnokság I/B 2014-2015           |
| 12 | Győri ETO FKC     | Relégué en Nemzeti Bajnokság I/B 2014-2015           |

## Champion de Hongrie 2013-2014
| Champion de Hongrie de handball 2013-2014 Veszprém KSE 22e titre |